# OK Kid
OK Kid — німецький музичний гурт. Гурт був заснований в 2006 році під назвою Jona: S. У 2012 році гурт змінив назву на OK Kid, нова назва складається з альбомів OK Computer і Kid A гурту Radiohead.

## Історія

### Ранні роки як Jona: S
Репер і співак гурту Йонас Шуберт зустрівся з барабанщиком і гітаристом Рафаельом Кюллє на хіп-хоп семінарі, який проходив в Gießener Weststadt . Гурт був створений в 2006 році під назвою «Jona: S». Jona: S випустили два EPs і в 2009 році виграла нагороду New Music Award, радіо-премію для нових музичних гуртів.

### Перейменування на OK Kid та дебютний альбом на Four Music
Після того, як в 2011 році двоє членів гурту покинули його, в середині 2012 року вони перейменували групу на «OK Kid». Решта учасників незабаром вирішили перенести гурт в місто Кельн. У квітні 2013 року з'явився перший альбом та альбом однойменного гурту OK Kid. Альбом був випущений Свеном Людвігом та Роботом Кохом, він з'явився на підлейблі Four Music від Sony Music. Альбом досяг 43-го місця на офіційних німецьких альбомних чартах.
Німецький журнал «Zeit» назвав групу «Представниками класу покоління Y». Німецьке Радіо «1Live» визнали тріо «Новою надією» Німецької поп-музики. Німецький хіп-хоп журнал опублікував слова «OK Kid підірвав кордони з самого початку, вони доповнюють райдужні електронні нюанси інді-летаргією і зібраними плодами їх ранньої соціалізації».
Наступні роки група присвятила переважно концертним турам. В березні 2013 року група з'явилась на Rockpalast, WDR Fernsehens. У квітні 2013 року вони були на шоу Circus HalliGalli, а в червні 2013 року з'явилися на Southside та Hurricane Festival. Єдиним релізом в багатий концертами період був EP «Grundlos», він досяг 39-го місця в офіційних німецьких сингл-чартах. У 2014 році OK Kid з'явилися на Bundesvision Song Contest для Hesse і таким чином зайняли 9-те місце.

### Перше місце в десятці з альбомом «Zwei»
Через три роки після дебюту альбому, в квітні 2016 року вийшло два наступних альбоми. Zwei вийшов на шосте місце в чартах Німеччини та Австрії.

### Власний фестиваль в Гіссені та третій альбом «Sensation».
У 2018 році група в своєму рідному місці Гіссен, створили власний фестиваль Stadt ohne Meer-Festival, фестиваль названий на честь однойменної пісні Stadt ohne Meer. Фестиваль відбудеться знову в 2019 році. На фестивалі 2018 року, окрім OK Kid були такі артисти як Faber, Tretmann та Megaloh. Всередині жовтня 2018 року був випущений третій альбом «Sensation». Це було зроблено у співпраці з продюсером Тімом Тавторатом, альбом досяг 15-го місця в німецьких чартах. З листопада 2018 року група перебуває на гастролях під назвою Lügenhits & Happy Endings Tour.

## Дискографія

### Альбоми
- 2013: OK Kid (Four Music)
- 2016: Zwei (Four Music)

- 2018: Sensation (Four Music)
- 2019: Woodkids (OK KID)

### EPs
- 2009 Elektrisch (als Jona: S)
- 2014 Grundlos (Four Music)

### Сингли
- 2013: Kaffee warm (Four Music)
- 2013: Stadt ohne Meer (Four Music)
- 2014: Unterwasserliebe (Four Music)
- 2015: Gute Menschen (Four Music)
- 2016: Bombay Calling (Four Music)
- 2016: Ich kann alles (Four Music)
- 2017: Es ist wieder Februar (Four Music)
- 2017: Warten auf den starken Mann (Four Music)
- 2018: Wut lass nach (Four Music)
- 2018: Lügenhits (Four Music)
- 2019: Frühjahrsputz (feat. Jonasty, Raffi Balboa & Mo Fiff) (OK KID)
- 2019: E08 Schwimmen (OK KID)
- 2019: E01 Stotterproblem (OK KID)
- 2019: E02 Ich bin Fan (OK KID)
- 2021: Frühling Winter (OK KID)

### Цікаві факти
- Пісня Am Ende є частиною офіційного саундтреку до FIFA14.[20]